# Stalag I A
Stalag I A Stablack (Obóz w Kamińsku, Obóz w Stabławkach) – niemiecki obóz jeniecki z przeznaczeniem dla podoficerów i szeregowców wojsk lądowych w północnej części dawnego niemieckiego poligonu Stablack, znajdującego się w obecnych Stabławkach i Kamińsku w gminie Górowo Iławeckie w powiecie bartoszyckim w województwie warmińsko-mazurskim oraz częściowo w okolicy miasta Dołgorukowo w obwodzie królewieckim. Podczas funkcjonowania w latach 1939–1945 przebywało w nim około 255 000 jeńców wojennych z całej Europy. Największy obóz na terenie byłych Prus Wschodnich.

## Położenie
Obóz znajdował się w centralnej części Prus Wschodnich w powiecie Pruska Iławka (niem. Prussisch Eylau, obecnie Bagriatonowsk w obwodzie królewieckim). Obóz jeniecki i część koszarów Lager Nord znajdowała się w ówczesnym Stablack (Stabławki), a Lager Süd – koszary i komando obozu na terenie dzisiejszego Kamińska. Obecnie po stronie obwodu królewieckiego pozostała część kompleksu Lager Nord, który znajduje się we wsi Dołgorukowo (dawne Klein-Dexen) koło Bagrationowska. W części polskiej z kolei znajdują się zarówno miejscowości Stabławki, które dały obozowi podnazwę, jak i Kamińsk oraz kompleks Lager Süd, w którym aktualnie mieści się Zakład Karny Kamińsk.

## Historia i jeńcy
Wiosną 1934 w okolicach Stablack rozpoczęto budowę poligonu wojskowego dla potrzeb Wehrmachtu, podczas budowy którego wykorzystano rozległe kompleksy leśne należące do państwa oraz dobra odkupione od lokalnych posiadaczy majątków ziemskich. Jeszcze przed wybuchem II wojny światowej kompleks Stablack- Nord stał się istotnym ośrodkiem wojskowym, na którego potrzeby utworzono m.in. 2 kompleksy koszarowe wraz placem dla kilku tysięcy żołnierzy, doprowadzono linię kolejową, oraz na zachód od kompleksu, ulokowano dużą składnicę amunicji.
We wrześniu 1939 roku obok kompleksu koszarów utworzono obóz jeniecki z przeznaczeniem dla podoficerów i szeregowców wojsk lądowych, tzw. Stalag, któremu nadano oznaczenie 1 A Stablack, część północna- Lager Nord. Komendantem obozu był ppłk Karl Schulz, natomiast pierwszymi jeńcami wojennymi byli żołnierze Armii „Pomorze”, obrońcy Westerplatte, wśród których byli m.in. dowódcy mjr Henryk Sucharski (10 września) oraz kpt. Franciszek Dąbrowski, następnie obrońcy Modlina i Warszawy. Łącznie do końca września 1939 roku do obozu trafiło ponad 40 tysięcy osób, w tym 39 458 szeregowych, 36 oficerów i 1187 jeńców cywilnych. Następnie przez cały okres wojny do Stalagu 1A trafiły setki tysięcy jeńców z całej Europy, w tym obrońcy Dunkierki.
We wrześniu 1939 w obozie nie było jeszcze pomieszczeń mieszkalnych ani baraków, a jeńcy ulokowani byli w wojskowych namiotach, które, jak cały kompleks, otoczone były licznymi posterunkami i ogrodzone drutem kolczastym i zasiekami. Do 1940 przetrzymywani jeńcy, w tym najliczniejsi Polacy, Belgowie, Brytyjczycy i Francuzi, wznosili obóz główny. Następnie, na potrzeby obozu i koszar, wybudowano także drugi kompleks tzw. Lager Süd w okolicach dzisiejszego Kamińska. Znajdowały się tam również koszary, w których szkolono i formowano liczne oddziały, w tym tzw. strzelców krajowych, oraz druga część obozu dla jeńców wojennych.
Cały obóz Stalag 1A funkcjonował do początków 1945 roku, do czasu radzieckiej ofensywy w Prusach Wschodnich. W sumie przebywało się w nim około 255 000 jeńców różnych narodowości, w tym 90 tys. radzieckich, 80 tys. francuskich, 40 tys. polskich, 23 tys. belgijskich, 12 tys. włoskich oraz 7 tys. brytyjskich. Z powodu chorób, wycieńczenia czy epidemii zmarło kilkanaście tysięcy, głównie radzieckich, jeńców.

## Organizacja pracy
Jeńcy z obozu w Stablack pracowali głównie w okolicznych gminach i powiatach w rolnictwie (które było podstawą gospodarki Prus Wschodnich w I poł. XX wieku) oraz w licznych fabrykach amunicji, sztolniach czy przy kopaniu rowów strzelniczych. Oficerowie, odmiennie jak podoficerowie i szeregowi, nie byli zmuszani do pracy fizycznej.
Od września 1939 tworzono pierwsze, składające się z 10-20 jeńców drużyny robocze, które miały charakter wojskowy. Na ich czele stał podoficer niemiecki, tzw. wachman, do którego zadań należał nadzór, ewidencja i kontrola jeńców oraz ich pomieszczeń, a także monitorowanie przebiegu zleconych zadań.
Typowy dzień pracy w rolnictwie rozpoczynał się o 4:30 od karmienia i dojenia zwierząt hodowlanych, następnie dostawało się skromne śniadanie i pracowano w polu przez kilka godzin. Przerwa obiadowa trwała około jednej godziny, po czym znowu pracowano w polu aż do zmierzchu. 10-godzinny dzień pracy, włącznie z niedzielami, był regułą. W końcu 1941 roku w obozie w Stabławkach było około 3500 takich drużyn roboczych.

## Okres powojenny
Teren poligonu Stablack po wojnie został podzielony pomiędzy Polskę i Rosję (wcześniej Związek Radziecki). Po stronie radzieckiej pozostał Lager Nord wraz z koszarami, częścią mieszkalną i cmentarzem, gdzie grzebano zmarłych jeńców. Polsce z kolei, przypadł cały kompleks budynków Lager Süd, wśród których znajdowało się m.in. główne komando obozu.
Nazwę Stablack zmieniono na Kamińsk, tereny poobozowe przekazano w zarząd jednostce wojskowej z Bartoszyc, a na terenie drewnianych zabudowań zatrudniono stróża. Następnie w latach 50. postanowiono o przekazaniu terenów i zabudowań pod nowy zakład karny, który przez kolejne dekady rozbudowywano. Dzisiaj jest to jeden z największych tego typu zakładów w Polsce.

### Listy w butelkach
W ostatnich latach, podczas przebudowy i modernizacji w jednym z budynków na terenie gminy natknięto się na ukryte pod podłogą liczne butelki z listami. Po ich przebadaniu okazały się one listami jeńców belgijskich (prawdopodobnie obrońców Dunkierki), nigdy nie wysłanymi do bliskich. Przy pomocy ambasady Królestwa Belgii w Polsce ustalono zarówno autorów jak i adresatów listów, których zaproszono na obchody 65-lecia wyzwolenia obozu i 70-lecia wybuchu II wojny światowej, jakie odbyły się w Kamińsku.

### Uroczystości rocznicowe 2009
12 września 2009 roku przy okazji 65. rocznicy wyzwolenia obozu i 70. rocznicy wybuchu II wojny światowej w Kamińsku odbyły się pierwsze w historii uroczystości poświęcone pamięci ofiar i jeńców obozu Stalag 1 A Stablack. Organizatorem uroczystości była gmina Górowo Iławeckie, która z tej okazji ufundowała tablicę pamiątkową oraz zaprosiła byłych belgijskich jeńców obozu. Podczas uroczystości honorową asystę pełniła 20 Brygada Zmechanizowana, liczni przedstawiciele samorządowi i rządowi województwa warmińsko-mazurskiego oraz delegacje międzynarodowe, m.in.Rudi Schellinck, który reprezentował ministra obrony Belgii, ambasador Belgii w Polsce Jan Luykx, attaché wojskowi ambasad Francji, Anglii i Włoch.